# Zaklepica
Zaklepica – wieś w Chorwacji, w żupanii zagrzebskiej, w mieście Ivanić-Grad. W 2011 roku liczyła 88 mieszkańców.